# Stjórnin
Stjórnin är ett isländskt popband. De representerade Island år 1990 i Eurovision Song Contest med låten "Eitt Lag Enn".